# Desplazamiento (fluido)

Al sumergir un cuerpo dentro del líquido, el nivel indicado por la probeta sube debido al desplazamiento.

En mecánica de fluidos, se habla de desplazamiento (o volumen desalojado) cuando un objeto se sumerge en un fluido, desplazándolo al ocupar su lugar. El volumen del fluido desplazado puede ser medido y, a partir de esto, se puede deducir el volumen del cuerpo sumergido (que debe ser exactamente igual al volumen del fluido desalojado).
Un objeto que se sumerge desplaza un volumen de líquido igual al volumen del objeto. Por el Principio de Arquímedes se sabe que la masa del objeto se obtiene multiplicado su volumen por la densidad del fluido. Si la densidad del objeto es menor que la del líquido desplazado, el objeto flota; si es mayor, se hunde. En el caso de un objeto que flota, el peso de fluido desplazado será igual al peso del objeto.

## Aplicaciones del desplazamiento
El desplazamiento se puede utilizar para medir el volumen de un objeto sólido, incluso si su forma no es regular. Existen varios métodos para realizar estas medidas. En un caso se registra el aumento del nivel de agua cuando se sumerge el objeto en el agua. En un segundo método, el objeto se sumerge en un recipiente completamente lleno de agua, causando que se derrame. Entonces, se recoge el agua derramada y se mide su volumen. 